# ونگن (سوئیس)
ونگن Wengen (به لاتین: Wengen) یک منطقهٔ مسکونی در سوئیس است که در لاوتربرونن واقع شده‌است. ونگن ۱٬۳۰۰ نفر جمعیت دارد.